# Macaduma macrosema
Macaduma macrosema là một loài bướm đêm thuộc phân họ Arctiinae, họ Erebidae.